# Der Spaziergang (Walser)

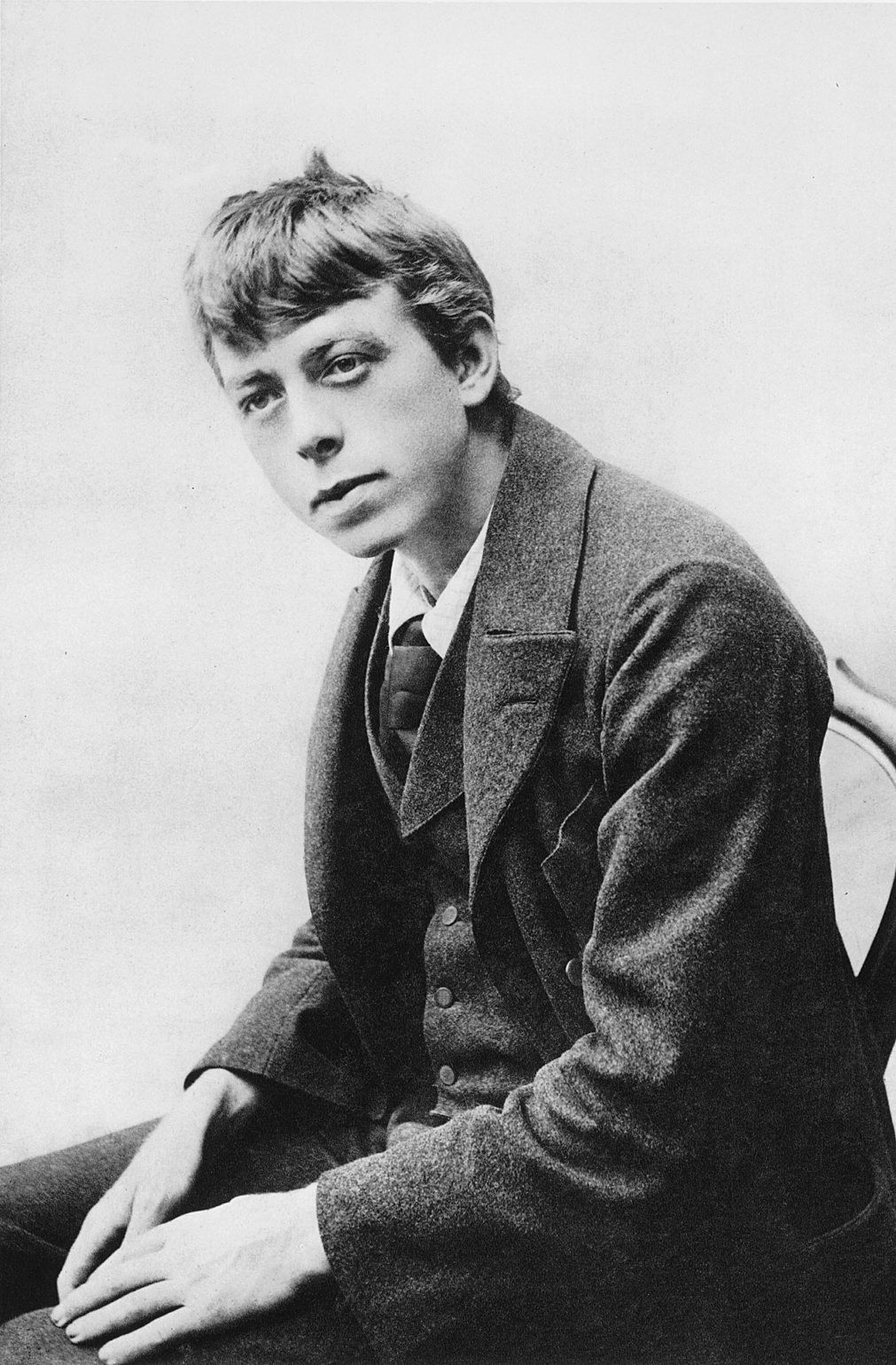
Robert Walser (Ende der 1890er Jahre)

Der Spaziergang ist eine Erzählung von Robert Walser. Sie erschien 1917 im Huber Verlag Frauenfeld und Leipzig.

## Hintergrund
In den Berliner Jahren entstanden die drei Romane Geschwister Tanner (1907), Der Gehülfe (1908) und Jakob von Gunten (1909), jedoch gelang es Robert Walser nicht, sich in den literarischen Kreisen Berlins zu etablieren. Er war kein Romancier im traditionellen Sinne. Das Format des Romans, eines handlungsorientierten abschließenden Werkes, war ihm stets zuwider. So kehrte Walser als gescheiterter Literat in die Schweiz zurück und widmete sich wieder kürzeren Prosastücken.
Im August 1916 erklärte sich Walser bereit, für die Anthologie Schweizerische Erzähler einen bislang unveröffentlichten Prosatext zur Verfügung zu stellen; nach dem Wunsch des Verlags Huber & Co. in Frauenfeld sollte er einen Umfang von 80 Seiten haben. Den Text schrieb Robert Walser in einer Dachkammerstube im Hotel Blaues Kreuz seiner Geburtsstadt Biel. Anfang September reichte er den Text ein; 1917 erschien die Erzählung „Der Spaziergang“ in einer Auflage von 3000 Exemplaren.
Bereits Ende 1917/Anfang 1918 unterwarf Walser den Text einer Satz für Satz neu fassenden Bearbeitung, um ihn in den Sammelband Seeland aufzunehmen, der dann 1920 bei Rascher erschien. „Diese zweite Fassung ist, als Ergebnis eigentlich nur sprachlich-stilistischer Straffung, etwas kürzer“, schrieb der Walser-Kenner Jochen Greven.

## Form
Walser zeigt sich in Der Spaziergang als „ein assoziativer Erzähler, der scheinbar willkürlich seine unmittelbare Welt umschreibt.“ Wie auch seine anderen Erzählungen organisiert sie sich nicht über die Handlung des Protagonisten, sondern durch den Schreib- und Erzählvorgang selbst. Der Erzähler rückt „das Nebensächliche in das Zentrum seines Schreibens“; und die wichtigen Themen bringt er „in einer Art Beiläufigkeit zum Ausdruck“.

## Inhalt
„„Ich teile mit, daß ich eines schönen Vormittags, ich weiß nicht mehr genau, um wieviel Uhr, da mich die Lust, einen Spaziergang zu machen, ankam, den Hut auf den Kopf setzte, das Schreib- oder Geisterzimmer verließ, die Treppe hinunterlief, um auf die Straße zu eilen.““

Wie ein Nachfahre des Eichendorffschen Taugenichts und ein Verwandter der Protagonisten in Robert Walsers Romanen macht sich der Held in der Erzählung „Der Spaziergang“ auf; ein Schriftsteller in finanziell nicht soliden Verhältnissen, wie man bald erfährt, denn der Weg des Spaziergängers führt zwar sowohl in den Wald, aber auch zu Bank und Gemeindekasse. Die Erzählung gliedert sich in Begegnungen – mit einer würdevoll wirkenden Frau und einem singenden Mädchen, die er beide mit schmeichlerischen Worten anspricht, mit dem unheimlichen „Riesen“ Tomzack, mit dem Schneidermeister Dünn, dem er vorwirft, seinen Anzug verpfuscht zu haben, aber auch mit Gegenständen, wie der vergoldeten Beschriftung einer Bäckerei oder einem Wald. In der Stille der hohen Tannen durchflutet den Erzähler bald ein „unsagbares Weltempfinden“, und die Gedanken schweifen zu den letzten Dingen.
Der Schriftsteller ist als Spaziergänger bekannt, und man hält ihn für einen gut betuchten Privatier oder Tagedieb, der nicht wie andere Leute einer Brotarbeit nachgehen muss, sondern beständig dem Müßiggang frönen kann. Er gilt daher als ein Mensch, der keinerlei Verpflichtungen zu haben scheint und daher vermögend sein muss. Tatsächlich verfügt dieser Homme de lettres aber nur über ein „sehr fragwürdiges Vermögen“; er ist im Gegenteil „voll behangen von jeder Art Armut“, er hat nichts zu versteuern und ist auf Almosen angewiesen. Nun gibt es in seinem Umfeld einige gütige Gönner und freundliche Gönnerinnen, die ihn hie und da zum Essen einladen. „Frau Aebi empfing mich aufs Liebenswürdigste“, heißt es im Text, „doch hat die freundliche Dame die Eigenschaft, den Schriftsteller dadurch zu erschrecken, dass sie ihn zu stopfen beginnt wie eine Weihnachtsgans“, schrieb  Viktor Schlawenz. „Ähnlich der Hexe im Märchen nötigt sie ihn, immer noch mehr zu essen. Sie macht den armen Poeten glauben, sie wolle ihn mästen und seinen Tod herbeiführen. Kein Wunder, dass ihre Einladung zum veritablen Alptraum gerät.“

## Rezeption
Eduard Korrodi schrieb in einer Sammelrezension: „Ein heiteres, kleines Meisterwerk hat Robert Walser dieser Sammlung geschenkt. Die Apologie des geschäftigen Müßiggängers, den gewöhnliche Leute – Dichter nennen. Die Herrlichkeit eines kostenlosen Spaziergangs am heiter-hellen Werktag wird hier geradezu aufreizend schön gepriesen.“
„In neuer Weise setzt Walser sich in diesen Büchern mit Form und Inhalt seines Erzählens auseinander.“ (Kritische Robert Walser-Ausgabe)
„Der Spaziergang erinnert bildhaft an die Thematik des Lebensweges und lädt ein, das Gehen mit all seinen Aspekten auf spirituelle Spuren hin zu untersuchen. Doch was ist Spiritualität? Weil bei Robert Walser ausdrückliche Bezüge auf religiöse oder gar christliche Motive fehlen, ist der Spurensucher gezwungen, Spiritualität im Hinblick auf Robert Walsers Schaffen zu definieren: Zusammenfassend lässt sich sagen, dass spirituelle Spuren dort aufscheinen, wo ein Mensch im Nachdenken über sich selbst, sein Eingefügt-Sein in immanente, kosmische oder transzendente Zusammenhänge, fragt: Wer bin ich? Welches ist der Sinn meines Daseins? Die Spurensuche führt zur Erkenntnis, dass beides viel näher beieinander liegt als oft wahrgenommen.“ (Markus Walser)
Ein Zitat aus Der Spaziergang stellte Jurij Andruchowytsch seinem Roman Radio Nacht (2021) als literarisches Motto voran.

### Ausgaben
- Der Spaziergang – Schweizerische Erzähler. Band 9.  Mit Titelzeichnung v. Otto Baumberger. Huber, Frauenfeld 1917.
- Der Spaziergang. Zeichnungen von Eugen Früh. Bühl Verlag, Herrliberg-Zürich 1944.
- Komödie, Geschichten und Der Spaziergang. Herausgegeben von Carl Seelig. Kossodo, Genf/Frankfurt am Main 1961.
- Der Spaziergang – Ausgewählte Geschichten und Aufsätze. Zeichnungen von Karl Walser. Nachwort von Urs Widmer. Diogenes, Zürich 1973.
- Der Spaziergang. Suhrkamp, Frankfurt am Main 1978.(Bibliothek Suhrkamp. 593). ISBN 978-3-518-01593-3
- Sämtliche Werke in zwanzig Bänden: Fünfter Band: Der Spaziergang, Prosastücke und Kleine Prosa. Suhrkamp, Zürich/Frankfurt am Main 1985. ISBN 3-518-37605-5
- Der Spaziergang. Mit Illustrationen von Rita Berger. Insel Verlag, Frankfurt am Main 1989. (Insel-Bücherei. 1106). ISBN 3-458-19106-2
- Der Spaziergang: Ausgewählte Geschichten. Diogenes Verlag, Zürich 2006. ISBN 978-3-257-20065-2
- Kritische Robert Walser-Ausgabe (KWA): Prosastücke, Neue Prosa, Der Spaziergang.  Hrsg. von Barbara von Reibnitz. Stroemfeld Verlag, Frankfurt am Main; Schwabe, Basel 2016. ISBN 978-3-86600-249-4
- Der Spaziergang. Mit 16 Holzschnitten von Christian Thanhäuser, Nachwort von Michail Schischkin. Insel Verlag, Berlin 2018 (Insel-Bücherei 1449). ISBN 978-3-458-19449-1

### Hörbuch
- Der Spaziergang. Gelesen von Stefan Kurt. Regie: Susanne Janson – Produktion: SRF 2017, Diogenes Verlag, ISBN 978-3-257-80385-3.[7]
- Der Spaziergang. Gelesen von Fritz Lichtenhahn. Hörbuch Hamburg, ISBN 3-934120-31-8 / 3-934120-31-8.

### Sekundärliteratur
- Walter Oberer: Robert Walser. Der Spaziergang. In: Schweizer Rundschau. Monatsschrift für Geistesleben und Kultur. Redaktion: Siegfried Streicher. Benzinger, Einsiedeln 1944
- Nagi Naguib: Studien zu den Romanen Robert Walsers. Inaugural-Dissertation. Fink Verlag, München 1969.
- Guido Stefani: Der Spaziergänger. Untersuchungen zu Robert Walser. Artemis, Zürich 1985.
- Kordula Marisa Hildebrandt: Das Erzählmodell des Spaziergangs in Robert Walser „Der Spaziergang“. 2008.
- Markus Walser: Gehen verbindet Himmel und Erde: Eine Spurensuche in Robert Walser „Der Spaziergang“. AV Akademikerverlag, 2013. ISBN 978-3-639-46620-1
- Claudia Albes: Der Spaziergang als Erzählmodell. Studien zu Jean-Jacques Rousseau, Adalbert Stifter, Robert Walser und Thomas Bernhard. Francke Verlag, 1999. ISBN 978-3-7720-2742-0
- Annie Pfeifer und Reto Sorg (Hg.): „Spazieren muß ich unbedingt“ – Robert Walser und die Kultur des Gehens.  Wilhelm Fink, 2019, ISBN 978-3-7705-6377-7
- Peter Utz: Tanz auf den Rändern : Robert Walsers „Jetztzeitstil“. Suhrkamp, Berlin 2018. ISBN 978-3-518-24139-4